# Megathopa violacea
Megathopa violacea là một loài bọ cánh cứng trong họ Bọ hung (Scarabaeidae).